# La vie est belle (film, 2013)
Pour les articles homonymes, voir La vie est belle.
Pour plus de détails, voir Fiche technique et Distribution.
La vie est belle (titre original : Chce się żyć) est un film polonais réalisé par Maciej Pieprzyca, sorti en 2013.

## Synopsis
Mateusz atteint de l'infirmité motrice cérébrale a des grandes difficultés à communiquer avec son entourage. Malgré son handicap, il fait face à la réalité avec patience et courage. Le film est inspiré d'une vraie histoire.

## Fiche technique
- Titre original : Chce się żyć
- Titre français : La vie est belle
- Réalisation : Maciej Pieprzyca
- Scénario : Maciej Pieprzyca
- Musique : Bartosz Chajdecki
- Photographie : Paweł Dyllus
- Montage : Krzysztof Szpetmański
- Décors : Jonna Anastazja Wójcik
- Production : Studio Filmowe Tramway
- Pays d'origine : Pologne
- Langue : Polonais
- Format : Couleur
- Genre : drame
- Durée : 107 minutes
- Date de sortie : 2013

## Distribution
- Dawid Ogrodnik  (Mateusz Rosiński)
- Kamil Tkacz (Mateusz Rosiński dans son enfance)
- Dorota Kolak (Zofia Rosińska, la mère de Mateusz)
- Arkadiusz Jakubik (Paweł Rosiński, le père de Mateusz)
- Anna Nehrebecka (madame Jola, enseignante de langage Bliss)
- Katarzyna Zawadzka (Magda)
- Helena Sujecka (Matylda Rosińska, la sœur de Mateusz)
- Mikołaj Roznerski (Tomek Rosiński, le frère de Mateusz)
- Tymoteusz Marciniak (Tomek Rosiński, le frère de Mateusz dans l'enfance)
- Anna Karczmarczyk (Anka)
- Grzegorz Mielczarek (Krzysztof, éducateur)
- Mirosław Kotowicz (infirmier)
- Anita Poddębniak (éducatrice)
- Monika Chomicka (Lila, femme de chambre)
- Milena Lisiecka (Mirka, femme de chambre)
- Ewa Serwa (Madejska, directrice)
- Piotr Leśniak (Piotrek, le copain de Mateusz)
- Gabriela Muskała (médecin)
- Janusz Chabior ("Le chauve")
- Witold Wieliński (le policier Talarczyk, voisin de Rosiński)
- Julia Balsewicz (la journaliste Ewa)
- Dariusz Chojnacki (Adam, le mari de Matylda)
- Krzysztof Ogłoza (curé)
- Lech Dyblik (guerrisseur)
- Agnieszka Kotlarska (la mère d'Anka)
- Marek Kalita (le père de Magda)
- Teresa Iwko (Wanda, la belle-mère de Magda)
- Eliza Borowska (médecin)
- Jadwiga Wianecka (éducatrice)
- Marta Półtorak (éducatrice)
- Piotr Trojan (Marek, colocataire de Mateusz)
- Piotr Żurawski (Leszek, colocataire  de Mateusz)
- Dagmara Bąk (bénévole)
- Igor Wilewski-Sobczyk (Kuba, le fils de  Matylda)
- Przemysław Chrzanowski (lui-même)
- Bernadeta Komiago (cliente)
- Karolina Kamińska
- Iwona Sitkowska (pensionnaire)
- Małgorzata Moskalewicz (la copine à Tomek)
- Jarosław Stypa (infirmier)
- Andrzej Wronowski
- Jerzy Matałowski (inspecteur)
- Grażyna Budzińska
- Ada Kołodziejczyk (la fille à Matylda)

## Récompenses
- Festival des films du monde de Montréal : Grand Prix des Amériques[1], Prix du Public[2], Prix du Jury œcuménique[3]
- Polskie Nagrody Filmowe : meilleur scénario, Aigle du meilleur acteur, Aigle du meilleur acteur dans un second rôle, Aigle de la meilleure actrice dans un second rôle[4],[5]
- Festival du film polonais de Gdynia : Lion d'Argent et Prix du Public
- Festival international du film de Chicago : Gold Hugo des nouveaux réalisateurs[4],[6]
- Festival international du film de Cleveland : Prix George Gand III[7]
- Festival international du film de Seattle : SIFF Award du meilleur acteur[8]